# Zamek w Ždánicach
Zamek w Ždánicach (cz. Hrad Ždánice, niem. Schloss Steinitz) – zabytkowy zamek w mieście Ždánice (Czechy).
Zamek w Ždánicach, położony na wzgórzu Palánek, wzmiankowany był w źródłach po raz pierwszy w 1349. Ponad dwieście lat później, w 1566 właścicielem obiektu, zbudowanego na miejscu pierwotnej twierdzy, był Oldřich V z Kounic (1569–1617). Świadczy o tym inskrypcja na suficie kaplicy z 1569. O obecności Kouniców mówi również kamienny herb wmurowany na parterze. Od 1622 zamek stał się własnością książąt Liechtenstein.

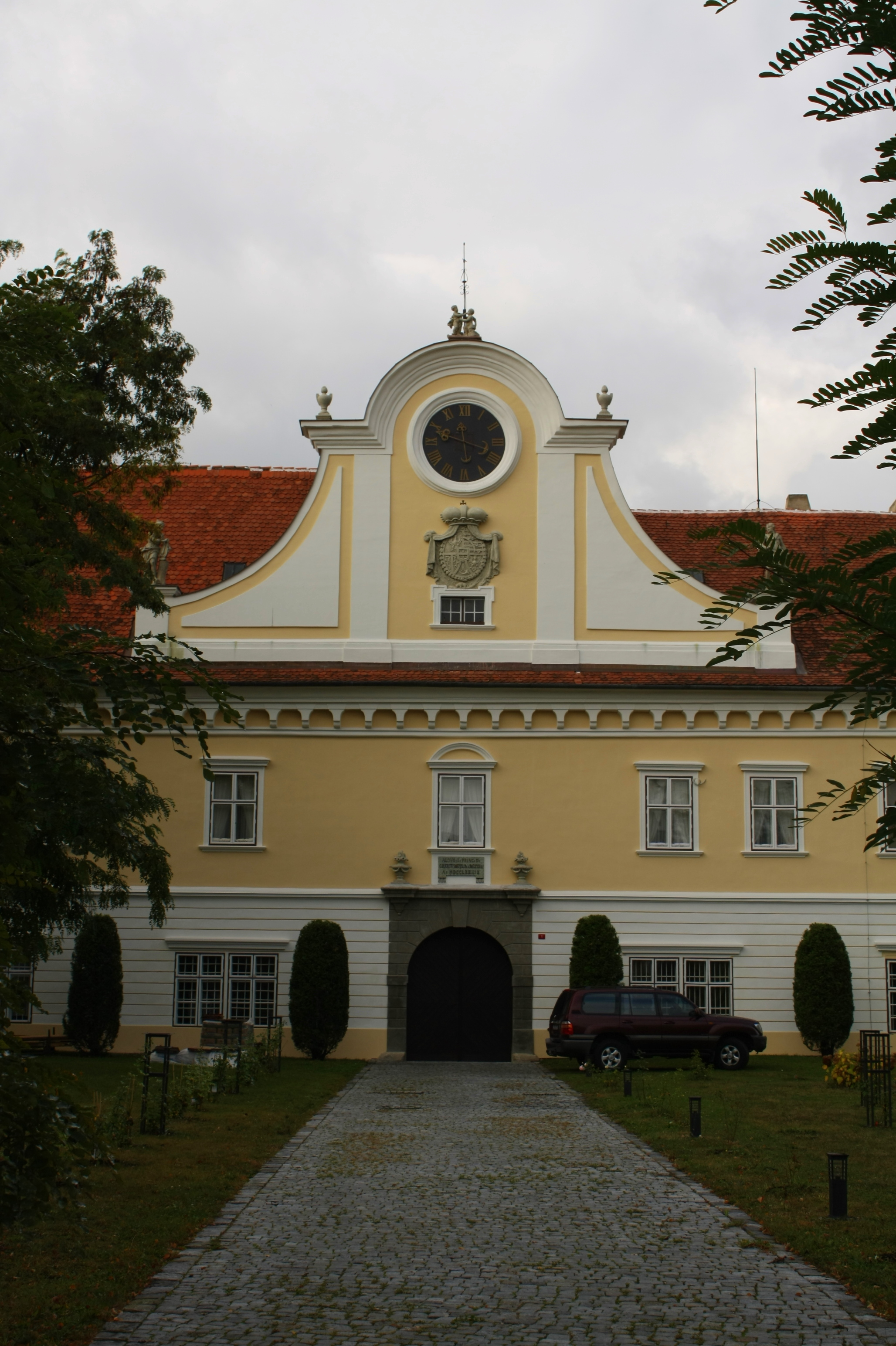
Ryzalit z herbem Liechtenstein
Herb Liechtensteinu